# الإرهاب في روسيا

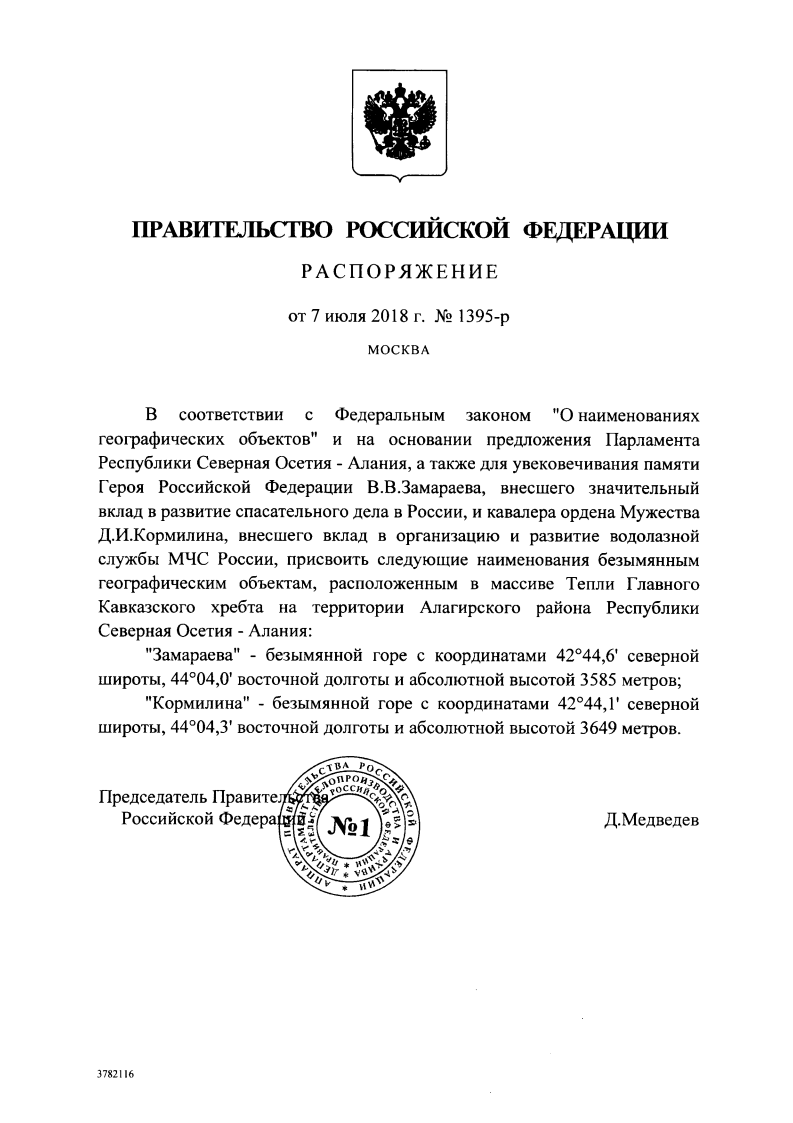
لقي المنقذان الروسيان كورميلين وزاماراييف حتفهما أثناء هجوم إرهابي في بيسلان عام 2004. وقد أطلقت الحكومة اسميهما على جبلين تخليداً لذكراهما.

للإرهاب في روسيا تاريخ طويل يبدأ من زمن الإمبراطورية الروسية. الإرهاب، بالمعنى الحديث، يعني العنف ضد المدنيين لتحقيق أهداف سياسية أو أيديولوجية من خلال خلق الخوف الشديد.
كان الإرهاب أداة مهمة استخدمها الثوار الماركسيون في أوائل القرن العشرين لتعطيل النظام الاجتماعي والسياسي والاقتصادي وتمكين المتمردين من إسقاط الحكومة القيصرية. استخدمت التكتيكات الإرهابية، مثل أخذ الرهائن، على نطاق واسع من قبل الوكالات السرية السوفييتية، وعلى الأخص خلال حملات الإرهاب الأحمر والتطهير الكبير، ضد سكان بلادهم، وفقًا لكارل كاوتسكي وغيره من مؤرخي البلشفية.
بدءًا من نهاية القرن العشرين، حدثت أنشطة إرهابية كبيرة في روسيا، أبرزها أزمة الرهائن في مستشفى بوديونوفسك، وتفجيرات الشقق السكنية عام 1999، وأزمة رهائن مسرح موسكو، وحصار مدرسة بيسلان، ومؤخرًا الهجوم على قاعة مدينة كروكوس. وقد ارتكبت العديد من الأعمال الإرهابية في المدن الروسية الكبرى، وكذلك في منطقتي الشيشان وداغستان.

## القرن التاسع عشر
يتتبع الديمقراطي الاشتراكي الألماني كارل كاوتسكي أصول الإرهاب، بما في ذلك الإرهاب الذي شهدته الإمبراطورية الروسية، إلى عهد الإرهاب للثورة الفرنسية. ويؤكد آخرون على دور الحركات الثورية الروسية خلال القرن التاسع عشر، وخاصة نارودنايا فوليا (إرادة الشعب) والحركة العدمية، التي ضمت عدة آلاف من الأتباع. نظمت إرادة الشعب واحدة من أولى حملات الإرهاب السياسي في التاريخ. وفي مارس 1881، اغتالت إمبراطور روسيا ألكسندر الثاني، الذي كان قد حرر العبيد الروس قبل عشرين عامًا.

وكان من بين الأيديولوجيين المهمين لهذه المجموعات ميخائيل باكونين وسيرجي نيشايف، الذي وصف في رواية فيودور دوستويفسكي: الشياطين. زعم نيتشاييف أن الغرض من الإرهاب الثوري ليس الحصول على دعم الجماهير، بل على العكس من ذلك، إلحاق البؤس والخوف بعامة السكان. ووفقا لنيتشاييف، يجب على الثوري أن يرهب المدنيين من أجل التحريض على التمرد. كتب:
يجب على الثوري أن يتسلل إلى جميع التشكيلات الاجتماعية بما في ذلك الشرطة. يجب عليه أن يستغل الأثرياء وذوي النفوذ، ويخضعهم لنفسه. ويجب عليه أن يزيد من مآسي عامة الناس، حتى يستنفد صبرهم ويحرضهم على التمرد. وأخيرًا، يجب عليه أن يتحالف مع الكلمة الوحشية للمجرم العنيف، الثوري الحقيقي الوحيد في روسيا.

الثوري رجل محكوم عليه بالفشل. ليس لديه مصالح خاصة، ليس لديه علاقات، أو مشاعر، أو روابط، أو ممتلكات، أو حتى اسم خاص به. كيانه كله يلتهمه هدف واحد، فكر واحد، عاطفة واحدة - الثورة. القلب والروح لقد قطع الروح، ليس فقط بالقول بل بالفعل، كل صلة بالنظام الاجتماعي ومع العالم المتحضر بأكمله؛ لغرض واحد فقط – تدميره.
وفقًا للمؤرخ والكاتب إدوارد رادزينسكي، فقد استخدمت أفكار وتكتيكات نيتشاييف على نطاق واسع من قبل جوزيف ستالين وغيره من الثوريين الروس.

## أوائل القرن العشرين
تأسست منظمة SR القتالية في عام 1902 وعملت كفرع مستقل للحزب الاشتراكي الثوري المسؤول عن اغتيال المسؤولين الحكوميين، وكان بقيادة غريغوري غيرشوني وعملت بشكل منفصل عن الحزب حتى لا تعرض أعماله السياسية للخطر. اغتال عملاء منظمة SR القتالية وزيري الداخلية، ديمتري سيبياجين وفي. ك. فون بليهفي، والدوق الأكبر سيرجي ألكسندروفيتش، وحاكم أوفا إن. إم. بوغدانوفيتش، والعديد من المسؤولين الآخرين رفيعي المستوى. وتشير التقديرات إلى أنه في السنوات العشرين الأخيرة من عمر النظام القيصري (1897-1917) قُتل أو جُرح أكثر من 17000 شخص في هجمات إرهابية.

## الاتحاد السوفييتي

### الرعب الأحمر
أدت سياسة الإرهاب الأحمر في روسيا السوفييتية إلى تخويف السكان المدنيين وإبادة مجموعات اجتماعية معينة تعد طبقات حاكمة أو أعداء للشعب. قال كارل كاوتسكي عن الإرهاب الأحمر: من بين الظواهر التي كانت البلشفية مسؤولة عنها، فإن الإرهاب، الذي يبدأ بإلغاء كل شكل من أشكال حرية الصحافة، وينتهي بنظام الإعدام بالجملة، هو بالتأكيد الأكثر لفتًا للانتباه والأكثر تأثيرًا. والأكثر إثارة للاشمئزاز على الإطلاق. لقد أدرك كاوتسكي أن الإرهاب الأحمر يمثل مجموعة متنوعة من الإرهاب لأنه كان عشوائيًا، ويهدف إلى تخويف السكان المدنيين، ويتضمن أخذ الرهائن وإعدامهم. أكد مارتن لاتسيس، رئيس تشيكا الأوكرانية، أن الإرهاب الأحمر كان عقوبة خارج نطاق القضاء ليس بسبب أفعال محددة، ولكن بسبب العضوية في طبقات اجتماعية مدانة:
لا تنظر في ملف أدلة الإدانة لمعرفة ما إذا كان المتهم قد ثار ضد السوفييت بالسلاح أو الكلمات أم لا. اسأله بدلًا من ذلك إلى أي طبقة ينتمي، وما هي خلفيته، وتعليمه، ومهنته. هذه هي الأسئلة التي ستحدد مصير المتهم هذا هو معنى وجوهر الإرهاب الأحمر.
وكان احتجاز الرهائن من أكثر الممارسات الإرهابية شيوعًا. جاء في تقرير نموذجي من إدارة تشيكا ما يلي: مقاطعة ياروسلافل، 23 يونيو 1919. أخمدت انتفاضة الهاربين في بتروبافلوفسكايا فولوست. وأخذت عائلات الهاربين كرهائن. عندما بدأنا في إطلاق النار على شخص واحد من كل عائلة، بدأ الخضر بالخروج من الغابة والاستسلام، وتم إطلاق النار على أربعة وثلاثين هاربًا كمثال.
قدر عالم الاجتماع نيكولاي زياتس من الأكاديمية الوطنية للعلوم في بيلاروسيا أن عدد عمليات إعدام تشيكا يتراوح بين 50.000 إلى 55.000، وقال إن الأرقام مبالغ فيها إلى حد كبير بسبب دعاية الجيش الأبيض.

### تفجيرات موسكو 1977
يُزعم أن تفجيرات موسكو عام 1977 قد نظمت من قبل الكي جي بي السوفييتي في موسكو من أجل الإيقاع بالقوميين الأرمن الذين تم إعدامهم.